# Biagio Pilieri
Biagio Pilieri Gianninoto (Chivacoa, Yaracuy, 8 de septiembre de 1965) es un político, periodista y empresario venezolano, naturalizado italiano. Pilieri fue alcalde del Municipio Bruzual, también fue concejal en dos oportunidades del mismo municipio y Legislador en el Estado Yaracuy;elegido en 2010 durante las elecciones parlamentarias de Venezuela por la Asamblea Nacional para ser el representante por el Estado Yaracuy.

## Inicios
Los padres de Pilieri son inmigrantes sicilianos que se establecieron en Chivacoa durante la Segunda Guerra Mundial, donde claman haber fundado la primera sastrería de la población. Biagio Pilieri estudió administración de empresas en Barquisimeto, y luego inició su labor comercial independiente, aunque con respaldo paterno. Posteriormente se incorporó a la Asociación de Comerciantes, Industriales y Productores del municipio Bruzual, y luego ocupó el cargo de presidente de la Cámara de Comercio de la localidad.
Fue presidente de la Asociación de comerciantes, industriales y productores del Municipio Bruzual, durante dos periodos. También participó en directiva del máximo órgano empresarial del Estado Yaracuy; denominado Consejo de Coordinación Empresarial. Igualmente en representación del mismo sector ocupó cargos directivos en el INCE-YARACUY. Fue fundador del comité de amigos del cuerpo de Bomberos del Estado Yaracuy, subsede Chivacoa y también tuvo funciones en las Juntas directivas del Club Campestre Chivacoa y Club de Leones Chivacoa.

## Comunicador social
Ha conducido distintos programas de Radio y Televisión en Bruzual y San Felipe, entre ellos, incluynendo Contacto Solidario (Radio Alegría 1020 AM y Sorte 105.7 FM), Punto de Cuenta (Radio Sorte 105.7 FM), desde el Concejo (Yaravisión Canal 10) y Tus Parlamentarios Informan (Radio El Fuerte 100.5 FM, Radio San Felipe El Fuerte 1530 AM y Radio Prisma 96.3 FM). Además ha escrito distintas columnas de opinión de varios Diarios y Semanarios que circulan en el Estado Yaracuy, destacándose la Columna: “Mi Verdad”, la cual hizo durante parte del tiempo mientras estuvo privado de libertad. 

## Carrera política
En 1990 participó como candidato independiente en las elecciones de concejales, logrando ocupar un puesto en el Concejo Municipal de su municipio. En 1993, cuando se fundó el partido Convergencia, Pilieri militó en sus filas, y participó en la campaña presidencial de Rafael Caldera, quien fue resultó elegido. Posteriormente fue elegido legislador estadal de Yaracuy y en el 2000 participó en las "megaelecciones" respaldado por Convergencia como candidato para la alcaldía de Chivacoa, obteniendo la victoria con el 42.17% de los votos válidos. Buscó la reelección en las elecciones regionales de 2004, pero fue derrotado por el candidato del MVR Adelmo León.

### Arresto y juicio en 2009
Pilieri se desempeñaba como concejal de Chivacoa cuando fue arrestado el 4 de febrero de 2009, acusado de peculado y malversación de fondos públicos, junto con otras tres personas. El 19 de julio, un jurado de jueces escabinos absolvió a todos los procesados, pero el fiscal solicitó al tribunal que mantuviera preso a Pilieri, alegando que estaba seguro de que obtendría la apelación.
Para lograr la libertad de Pilieri, la principal coalición opositora, la Mesa de la Unidad, lo inscribió como candidato lista para las elecciones parlamentarias de Venezuela de 2010. De acuerdo con el artículo 200 de la Constitución venezolana, los diputados electos a la Asamblea Nacional gozan de inmunidad parlamentaria desde el momento de su proclamación. Existe un precedente venezolano en los años 1970, cuando David Nieves y Salom Mesa, miembros de la Liga Socialista y del Movimiento Electoral del Pueblo respectivamente y acusados de participar en el secuestro de un empresario estadounidense, fueron liberados de inmediato al ser electos miembros del Congreso de Venezuela.
El 26 de septiembre de 2010 se realizaron las elecciones y Pirieli resultó elegido, pero en lugar de liberarlo de inmediato como ocurrió con los referidos Nieves y Mesa, la Corte de apelaciones de Yaracuy remitió el caso al Tribunal Supremo de Justicia (TSJ), quien ordenó que fuese puesto bajo arresto domiciliario después de pasar veinte meses en el retén de la policía estatal. A inicios de enero de 2011, el segundo juicio de Pilieri terminó cuando los jueces escabinos votaron en sesión cerrada, no obstante, antes de conocerse la sentencia, el TSJ anuló el juicio y ordenó que se reabriera en Caracas. Posteriormente dos escabinos declararon a los medios de comunicación que el jurado había votado por la inocencia de Pilieri, y manifestaron disconformidad con la decisión del TSJ, que para los opositores es prueba de que el juicio ha sido politizado.
Como medida de presión, miembros del movimiento estudiantil venezolano iniciaron una huelga de hambre frente a la sede de la OEA que se prolongó por 23 días. El 22 de febrero los estudiantes se reunieron con el ministro del Interior Tarek El Aissami, quien accedió a revisar el caso de veintisiete personas bajo arresto consideradas presos políticos por la oposición venezolana. Al día siguiente Pilieri fue liberado, aunque no se le suspendió el proceso, y pudo finalmente dirigirse a la Asamblea Nacional, donde fue juramentado como diputado. Pilieri se integró entonces a la Comisión Permanente de Poder Popular y Medios de Comunicación de la Asamblea Nacional de Venezuela. El 15 de septiembre de 2011, Pilieri presentó su candidatura a la gobernación de Yaracuy con el apoyo de COPEI, Proyecto Venezuela y su partido, Convergencia.

### Secuestro en agosto de 2024
Terminada la concentración realiza en las inmediaciones del Centro Lido, en el este de Caracas con el lema "Acta mata sentencia" del 28 de agosto, en el contexto de las protestas por los resultados de las elecciones presidenciales de Venezuela del 28 de julio, Biagio Pilieri, siendo integrante de la Plataforma Unitaria y coordinador nacional de Convergencia, es secuestrado junto a su hijo Jesús Pilieri y dos personas más que le acompañaban, aparentemente por funcionarios del estado y llevado a El Helicoide.

## Gestión ejecutiva
Perteneció al gabinete de gobierno que dirigía el gobernador Eduardo Lapi, ocupando responsabilidades diversas, tales como: 
- Director del Instituto de Vivienda y Equipamiento de Barrios.
- Director del Programa Social “Comunidades Organizadas Solidarias” en la Fundación de Desarrollo Social del Estado Yaracuy (FUNDESOY).
- Director Ejecutivo de la Fundación Solidaridad del Estado Yaracuy.

Gestionó la apertura y funcionamiento del ambulatorio del Instituto Venezolano de los Seguros Sociales en Yaracuy.
Como Alcalde del municipio Bruzual, destacan entre otras obras y programas los siguientes:
- Construcción del Terminal de Pasajeros de Chivacoa.
- Creación de la Fiesta del Maíz.
- Implementación de la ruta estudiantil universitaria y social municipal.
- Construcción y puesta en funcionamiento de la emergencia pediátrica de Chivacoa.
- Remodelación total del cementerio municipal.
- Implementó los programas sociales combos estudiantiles solidarios y programa de alimentación municipal (PAMBRUZ).

## Diputado
Integra la fracción Parlamentaria 16 de Julio, que la constituyen Diputados de Alianza Bravo Pueblo, Vente Venezuela, Convergencia e Independientes. En 2019 es designado jefe de dicha fracción.